# Chiesa di San Damaso Papa
La chiesa di San Damaso Papa è la parrocchiale di Stiolo, frazione di San Martino in Rio, in provincia di Reggio Emilia e diocesi di Reggio Emilia-Guastalla; fa parte del vicariato della Pianura.

## Storia
L'originaria chiesetta di Stiolo, dedicata a San Dalmazio, fu menzionata per la prima volta nel X secolo; essa era filiale della pieve di Prato, come testimoniato anche da un documento datato 1302, anche se in epoca successiva passò sotto l'influenza della collegiata di San Martino in Rio.
Dalla relazione della visita pastorale del 1709 del vescovo di Reggio nell'Emilia Ottavio Picenardi s'apprende che la chiesetta versava in pessime condizioni.
L'attuale parrocchiale, sorta più a ovest della precedente cappella, venne costruita nel 1790 e benedetta nel 1792 dal vescovo di Reggio Francesco Maria d'Este; il campanile fu eretto nel 1820.
Nell'Ottocento la chiesa fu oggetto di un importante intervento di restauro, in seguito al quale, il 15 maggio 1887, fu nuovamente benedetta dal vescovo Vincenzo Manicardi.
Nel 1987 uno scossa di terremoto danneggiò l'edificio, che venne ristrutturato nel 1991; nel 2002 la struttura, interessata nel 1996 da un nuovo sisma, fu nuovamente restaurata e consolidata.

## Descrizione
La facciata della chiesa è scandita da quattro lesene, sopra le quali si imposta il timpano di forma triangolare, entro io quale v'è raffigurato, inscritto in un triangolo, l'Occhio di Dio; al centro si apre il portale d'ingresso, sopra il quale è presente una finestra.
L'interno è ad un'unica navata, spartita in tre campate; le pareti sono scandite da paraste ioniche sorreggenti la trabeazione.
Opere di pregio qui conservate sono il nuovo altare postconciliare, realizzato in marmo nel 1965 da Carmela Adami, la pala ritraente la Madonna con il Bambino e i Santi Giacomo e Damaso, risalente al XVII secolo, e i due altari laterali, intitolati alla Madonna e al Crocifisso.